# Rainsville
Rainsville – miasto w Stanach Zjednoczonych, w stanie Alabama, w hrabstwie DeKalb.

## Demografia
W roku 2023 miasto zamieszkiwało 5768 osób, a gęstość zaludnienia wynosiła 112,2 osoby/km².

## Historia
Za datę powstania miasta uznaje się październik 1956 roku. To wtedy Reinsville zostało zarejestrowane.

## Kataklizmy
27 kwietnia 2011 roku przez miasto przeszło ekstremalne tornado o intensywności EF5 (ulepszona skala Fujity), w którym zginęło łącznie 25 osób.